# Vladimir Zavoronkov
Vladimir Zavoronkov (Narva, 22 januari 1976) is een Estische schaker met een FIDE-rating van 2374 in 2005 en rating 2346 in 2016. Hij is, sinds 2004, een internationaal meester (IM).
In mei 2005 speelde hij mee in het toernooi om het kampioenschap van Estland dat in Tallinn gespeeld werd. Hij eindigde met 2.5 uit 9 op de negende plaats.
In juni 2012 won hij het Paleros Open toernooi in Paleros, Griekenland.

## Externe koppelingen
- (en)   Informatie over schaakpartijen van Vladimir Zavoronkov op ChessGames.com
- (en)   Informatie over schaakpartijen van Vladimir Zavoronkov op 365chess.com
- (en)  FIDE-ratinggegevens voor Vladimir Zavoronkov